# Дългоопашата сврачка
Дългоопашата сврачка (Lanius schach) е вид птица от семейство Сврачкови (Laniidae). Видът е незастрашен от изчезване.

## Разпространение
Разпространен е в Афганистан, Бангладеш, Бутан, Камбоджа, Китай, Индия, Индонезия, Казахстан, Киргизстан, Лаос, Малайзия, Мианмар, Непал, Оман, Пакистан, Папуа-Нова Гвинея, Филипини, Сингапур, Шри Ланка, Тайван, Таджикистан, Тайланд, Източен Тимор, Туркменистан и Виетнам.